# Johannes Daniel Benda

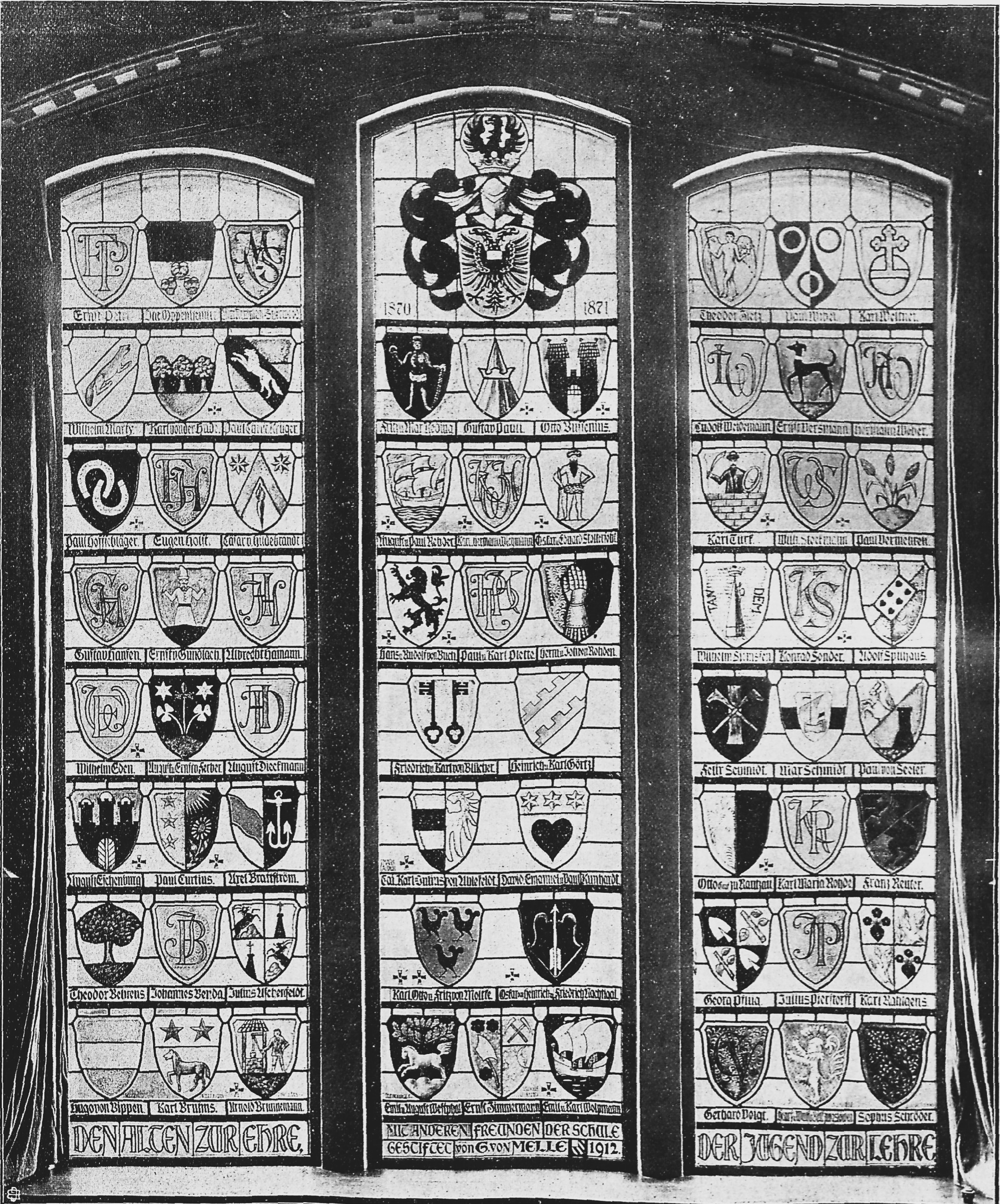
Wappenfenster

Johannes Daniel Benda (* 12. Juli 1849 in Wittenberge; † 3. Dezember 1927 in Lübeck) war ein deutscher Jurist und Politiker.

## Leben
Benda war Sohn des Direktors der Lübeck-Büchener Eisenbahn Anton Ferdinand Benda (1817–1893) und besuchte bis 1869 das Katharineum zu Lübeck. Er begann sein Studium der Rechtswissenschaften in Bonn und Heidelberg und führte es nach dem Deutsch-Französischen Krieg, als Teilnehmer und ehemaliger Katharineaner wurde er auf deren Wappenfenster verewigt, in Leipzig und Göttingen zu Ende. 1873 promovierte er zum Dr. iur. Nach dem Staatsexamen wurde er 1874 Rechtsanwalt in Lübeck. 1879 wurde er als Amtsrichter in den Lübecker Justizdienst übernommen und 1890 Richter am Landgericht Lübeck. Von 1901 bis zum Eintritt in den Ruhestand 1920 war er Erster Staatsanwalt bei dem Landgericht Lübeck.
Von ihm verfasste Artikel erschienen in den Lübeckischen Blättern unter der Chiffre 307.
Der nationalkonservative Benda wurde 1883 in die Lübecker Bürgerschaft gewählt, im Folgejahr wurde er Mitglied im Bürgerausschuss und mehrfach dort Wortführer. Der Bürgerschaft gehörte er bis 1919 an. Er prägte das Leben der Stadt besonders, durch seine hervorgehobenen Positionen in einer Vielzahl von Vereinigungen und Zusammenschlüssen des Bürgertums.
So wurden Ende 1897 Wilhelm Christian Cuwie, Theodor Sartori, Wilhelm Brehmer, Hermann Baethcke und Ernst Stiller zu bürgerlichen Mitgliedern der gemeinsamen Kommission zur Ausschreibung des Kaiserdenkmals gewählt. Er und Julius Vermehren waren zu deren Ersatzmännern bestimmt worden. Man sollte sich für ein wuchtiges Uechtritzsches Kaiser-Wilhelm-Denkmal entscheiden. Erst Eduard Kulenkamp, Vorsitzender des Vereins von Kunstfreunden, gelang es, die Stadt hiervon zu „befreien“. Als Anerkennung wurde Kulenkamp dadurch zuteil, dass er in die neue Kommission zur Bauordnung für ein Kaiserdenkmal berufen wurde.
Benda war Vorstand des kommunalpolitisch auf seiner Linie aktiven Vaterstädtischen Vereins von 1883, der Gesellschaft zur Beförderung gemeinnütziger Tätigkeit und deren Direktor, der Lübecker Sektion der Schillerstiftung und Meister vom Stuhl der Freimaurerloge Zur Weltkugel.
Benda stand unter dem starken Einfluss einer persönlichen Freundschaft zum Lübecker Nationaldichter Emanuel Geibel und interessierte sich über seine eigene, rege Vortragstätigkeit und Mitarbeit in der Redaktion der Lübeckischen Blätter für alle Fragen um das Lübecker Theater. Als konservativer Rezensent konnte er jedoch selbst in Lübeck sich nicht gegen die Zeitströmungen durchsetzen. Aufsehen erregte 1890 seine Auseinandersetzung mit dem jungen Heinrich Mann; die Lübecker Autorin Ida Boy-Ed bezeichnete seine Literaturauffassung als „Schönheitsgedusel“.
Wie auch schon sein Vater wurde Benda mit der höchsten Lübecker Auszeichnung, der Gedenkmünze Bene Merenti, vom Senat geehrt.
Er war seit 1879 verheiratet mit Therese, geb. Scherling. Das Paar hatte drei Kinder: Rosa (1880–1963), die Heinrich Sieveking heiratete; Emanuel (1881–1947), Rechtsanwalt und Notar in Lübeck, und Gertrud, die den Schweizer Architekten Jakob Haller heiratete.